# Ladislav Vízek

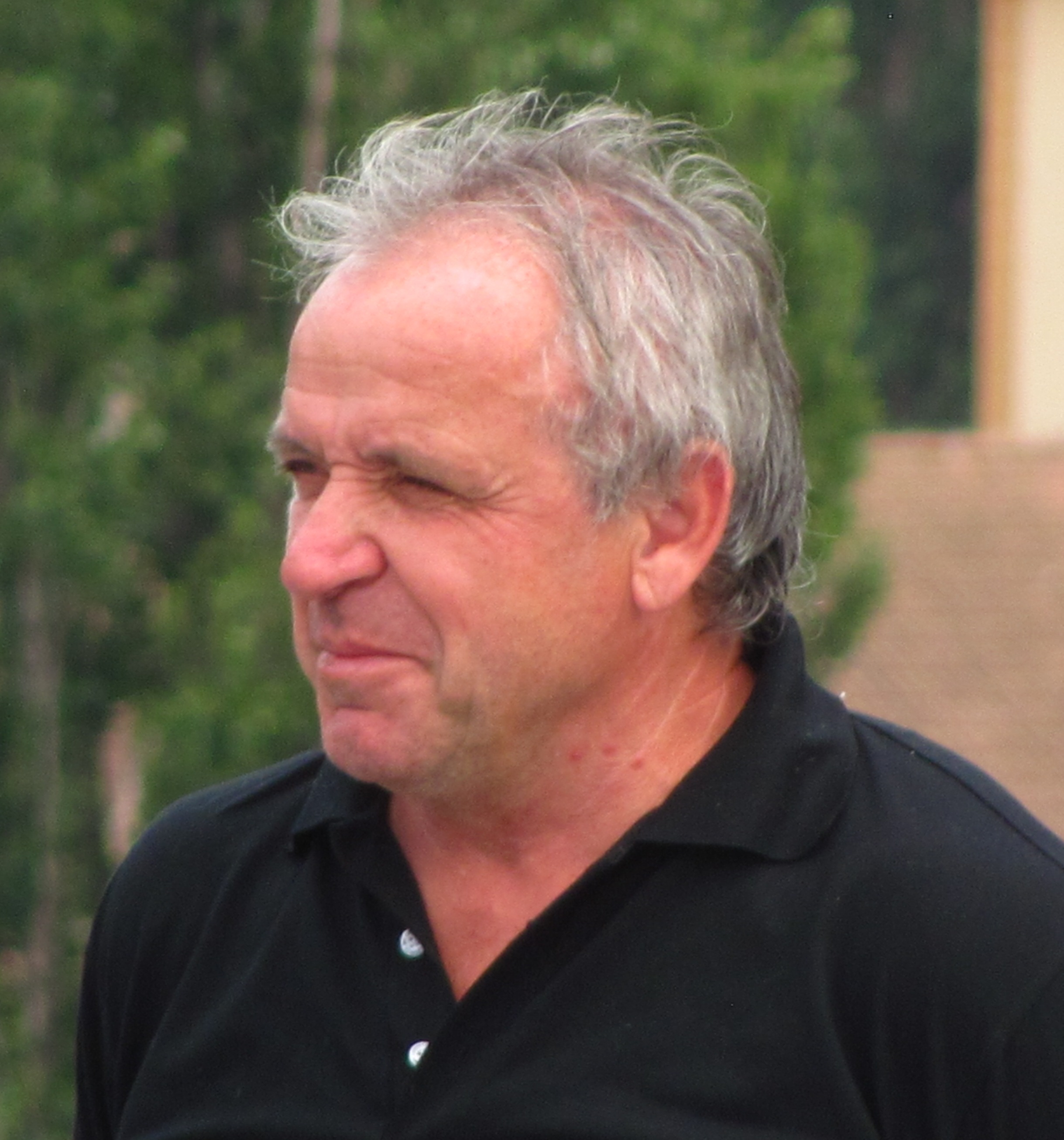
Ladislav Vízek

Ladislav Vízek, född den 22 januari 1955 i Chlumec nad Cidlinou, är en tjeckoslovakisk fotbollsspelare som tog OS-guld i fotbollsturneringen vid de olympiska sommarspelen 1980 i Moskva.